# Конрат, Антон
Антон Конрат (нем. Anton Konrath; 14 мая 1888, Инсбрук — 22 апреля 1981, Бад-Ишль) — австрийский дирижёр, музыкальный педагог и композитор.
Ученик Йозефа Пембаура и Франца Людвига Маршнера. С 1904 г. играл на скрипке в инсбрукском оркестре, затем перебрался в Вену и в 1907 году поступил альтистом в новосозданный Тонкюнстлероркестр, с 1913 г. дирижировал этим коллективом до 1927 года. С 1926 г. дирижировал Венской певческой академией, в 1933—1945 гг. её музыкальный руководитель. Одновременно дирижировал воскресными концертами Венского симфонического оркестра. В 1928 году осуществил первую запись Третьей симфонии Антона Брукнера (во фрагментах). В 1947—1955 гг. директор Линцской консерватории, затем работал в Граце. Автор симфонии «Освобождённый Прометей» (нем. Entfesselte Prometheus) и хоровых произведений.